# تشارلز توماس (عداء سريع)
تشارلز توماس (بالإنجليزية: Charles Thomas)‏ هو عداء سريع أمريكي، ولد في 3 أكتوبر 1932 في مقاطعة مونتغومري في الولايات المتحدة، وتوفي في 26 يناير 2015 في بريان في الولايات المتحدة.